# Forficula biplaga
Forficula biplaga – gatunek skorka z rodziny skorkowatych i podrodziny Forficulinae.
Gatunek ten opisany został w 1959 roku przez Grigorija Bej-Bienkę.
Samce osiągają od 15 mm długości ciała mierzonego wraz ze szczypcami, a samica pozostaje nieznana nauce. Ubarwienie ma czarniawe. Duża, nieco dłuższa niż szersza, nabrzmiała, gładka głowa ma wyraźne szwy, wypukły środek tylnej krawędzi i przeciętnych rozmiarów, krótsze niż skronie oczy. Pierwszy ich człon czułków jest krótszy niż ich rozstaw. Gładkie, poprzeczne ma brzegi boczne wypukłe, brzeg tylny i kąty tylne półkoliście zaokrąglone, widoczną bruzdę podłużną przez środek, wyniesioną prozonę i płaską metazonę. Pokrywy i tylne skrzydła są normalnie rozwinięte, te pierwsze są brązowawoczarne z jaśniejszą łatką środkową, a te drugie brązowawoczarne z żółtawym środkiem. Wrzecionowaty, przypłaszczony odwłok ma czarne, punktowane tergity, przy czym punkty na tergitach od szóstego do dziewiątego są głębokie. Trzeci i czwarty tergit mają wzgórki gruczołowe na bokach. Ostatni z tergitów jest poprzeczny, o dwóch wyniosłościach i z wgłębieniem pośrodku. Pygidium jest ukryte. Przysadki odwłokowe (szczypce) mają u nasady prostokątne, ząbkowane, długie rozszerzenia, a ich odsiebne części są krótkie i silnie zakrzywione.
Owad endemiczny dla Junnanu w Chinach.